# Santisouk Inthavong
Santisouk Inthavong, född 2 september 1999, är en laotisk simmare.

## Karriär
Inthavong tävlade för Laos vid olympiska sommarspelen 2016 i Rio de Janeiro, där han blev utslagen i försöksheatet på 50 meter frisim. Vid olympiska sommarspelen 2020 i Tokyo slutade Inthavong på 59:e plats av 73 simmare på 50 meter frisim.